# Beware the Gonzo
Beware the Gonzo é um filme norte-americano do gênero comédia romântico-dramática lançado em 22 de abril de 2010, escrito e dirigido por Bryan Goluboff.
O filme estreou no Tribeca Film Festival em abril de 2010.
"Gonzo" refere-se ao jornalismo Gonzo, um estilo de jornalismo de confrontação em primeira pessoa desenvolvido por Hunter S. Thompson no início dos anos 1970.

## Sinopse
Eddie "Gonzo" Gilman está começando uma revolução. Quando o jornalista rebelde é expulso do jornal de sua escola de preparação pelo seu editor, Eddie enfrenta um movimento para dar voz aos desajustados e nerds. Logo, o poder da imprensa está nas mãos de Eddie, mas será ele vai usá-la sabiamente?

## Elenco
- Ezra Miller, Eddie "Gonzo" Gilman
- Zoe Kravitz, Evie Wallace
- Jesse McCartney, Gavin Reilly
- Amy Sedaris, Diane Gilman
- Campbell Scott, Arthur Gilman
- James Urbaniak, Diretor Roy
- Judah Friedlander, Cafeteria guy
- Griffin Newman, Horny Rob Becker
- Stefanie Hong, Ming Na
- Edward Gelbinovich, Schneeman
- Lucian Maisel, Malloy
- Noah Fleiss, Ryan
- Marc John Jefferies, Stone
- Yul Vazquez, Charlie Ronald
- Matthew Shear, Dave Melnick

## Recepção
Beware the Gonzo recebeu críticas mistas; o filme tem uma avaliação de 44% no Rotten Tomatoes e uma avaliação de 36/100 no Metacritic.